# جوزف وارگاس
جوزف وارگاس (انگلیسی: Joseph Vargas؛ زادهٔ october ۴, ۱۹۵۵ (۶۹ سال)) ورزشکار واترپلو اهل ایالات متحده آمریکا است.
وی در مسابقات کشوری و بین‌المللی در مجموع برندهٔ ۱ مدال نقره شده‌است.